# Oh Lord Featuring Fabolous
「Oh Lord Featuring Fabolous」（オー・ロード・フィーチャリング・ファボラス）は、日本のヒップホップMC・AK-69が発売した10作目のシングル。

## 概要
- 前作「ロッカールーム -Go Hard or Go Home-」から3ヶ月ぶりのシングル。
- 次作「Flying B」からはAK-69が代表取締役を務める芸能事務所・Flying B Entertainmentの設立に伴い、メジャーレーベルを有するレコード会社・ユニバーサルミュージックにレーベル移籍したことにより、実質上今作はMS Entertainmentから発売された最後のインディーズシングルとなった。

## 収録曲
1. Oh Lord Featuring Fabolous [3:16]
  - 作詞 : AK-69,Fabolous / 作曲 : 理貴,AK-69
2. Samurai Diesel [3:19]
  - 作詞 : AK-69 / 作曲 : Sean C & LV,AK-69
3. Oh Lord Featuring Fabolous -Instrumental- [3:16]
  - 作曲 : 理貴,AK-69
4. Samurai Diesel -Instrumental- [3:19]
  - 作曲 : Sean C & LV,AK-69

## 収録アルバム
- THE THRONE (#1,2)